# 1964 في فرنسا
فيما يلي قوائم الأحداث التي وقعت خلال عام 1964 في فرنسا.

## سياسة

### تعيين في المنصب
- 1 يناير – فرنسوا ميتران رئيس المجلس العام  [لغات أخرى]‏.
- 1 يناير – كريستيان بونيت رئيس بلدية [الإنجليزية]‏.

## رياضة
- 1 يناير – بطولة العالم لسباق الدراجات على الطريق 1964
- 1 يناير – بطولة العالم للدراجات على المضمار 1964
- 1 يناير – سباق طواف فرنسا 1964 الفائز جاك أنكيتيل.
- 28 يونيو – جائزة فرنسا الكبرى 1964 الفائز دان جورني.

## ظهور
- 1 يناير – لو نوفيل أوبسرفاتور

## أفلام
من الأفلام التي صدرت هذه السنة في فرنسا:
- 1 يناير – الزنبقة السوداء من إخراج Christian-Jaque [الإنجليزية]‏.
- 1 يناير – فانتوماس من إخراج أندري هونبال، Haroun Tazieff [الإنجليزية]‏.
- 1 يناير – هذه علاقة خاصة من إخراج جين ديلانوي.

## مواليد

### يناير
- 6 يناير – لويك كورتو
- 7 يناير – كريستيان لوبوتان مصمم فرنسي.
- 11 يناير – البرت دوبونتل[1]
- 21 يناير – جيرالد باسي لاعب كرة قدم فرنسي.[2]
- 23 يناير – باسكال لانس دراج فرنسي.

### فبراير
- 20 فبراير – رودي غارسيا[3]

### مارس
- 1 مارس – بول لوجوين لاعب كرة قدم فرنسي.[4]
- 9 مارس – جولييت بينوش ممثلة فرنسية.[5]
- 15 مارس – فيليب جاردينت لاعب كرة يد فرنسي.
- 31 مارس – جان كلود بيريز سياسي فرنسي.[6]
- 31 مارس – لوران بيلون دراج فرنسي.

### أبريل
- 2 أبريل – ديديه ثولوت لاعب كرة قدم.[7]
- 25 أبريل – فضيلة عمارة سياسية فرنسية.

### مايو
- 5 مايو – جان فرنسوا كوبيه سياسي فرنسي.[8]
- 10 مايو – إيمانويلي ديفوس ممثلة فرنسية.
- 16 مايو – سميرة سيطايل صحفية مغربية.

### يونيو
- 11 يونيو – جان إليزي
- 24 يونيو – فيليب فراغيون لاعب كرة قدم فرنسي.[9]

### يوليو
- 3 يوليو – ياردلي سميث[10]
- 13 يوليو – باسكال هيرفي دراج فرنسي.
- 21 يوليو – إريك غيريت[11]
- 21 يوليو – فابريس كولاس دراج فرنسي.

### أغسطس
- 5 أغسطس – علي بوعافية لاعب كرة قدم.[12]
- 9 أغسطس – جيل ساندرز درّاج طريق فرنسي.
- 15 أغسطس – آلان أجات
- 24 أغسطس – إريك برنارد سائق سيارة سباق فرنسي.[13]
- 29 أغسطس – روبرتو توريس دراج إسباني.

### سبتمبر
- 14 سبتمبر – لوران فورنييه لاعب كرة قدم فرنسي.[14]
- 28 سبتمبر – ايمانويل سالينغر

### نوفمبر
- 21 نوفمبر – جان كلود نادون لاعب كرة قدم فرنسي.[15]

### ديسمبر
- 6 ديسمبر – سيلفي غولار سياسية فرنسية.
- 8 ديسمبر – لورينت كروكي[16]
- 19 ديسمبر – بياتريس دالي ممثلة فرنسية.[17]

## وفيات

### فبراير
- 16 فبراير – كيت جيلو (مواليد 1887) لاعبة كرة مضرب فرنسية.
- 25 فبراير – موريس فرمان (مواليد 1877)[18]

### أبريل
- 18 أبريل – جين ميلين (مواليد 1877)[19]

### مايو
- 12 مايو – أونوريه بارتيليمي (مواليد 1891) درّاج طريق فرنسي.[20]

### يوليو
- 21 يوليو – جون فيتري (مواليد 1898) رسام فرنسي.[21]

### أغسطس
- 1 أغسطس – بيير جورجيت (مواليد 1917) درّاج طريق فرنسي.

### سبتمبر
- 9 سبتمبر – إرنست بول (مواليد 1881)

### ديسمبر
- 29 ديسمبر – ماري لو فرانك (مواليد 1879) كاتبة فرنسية.